# 포어베르츠

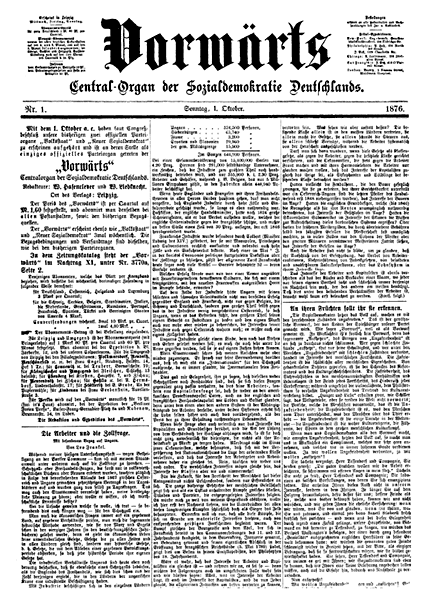

『포어베르츠』(독일어: Vorwärts [ˈfɔʁvɛʁts][*]→전진)는 1876년 창간된 독일사회민주당의 일간 당보 가운데 하나였다. 오랫동안 독일사민당의 중앙기관지 역할을 했다.
마르크스파의 『폴크스슈타트』와 라살파의 『소치알데모크라트』 두 신문이 합병해서 만들어졌다. 초대 주필은 빌헬름 하젠클레퍼와 빌헬름 리프크네히트였다.
제1차 세계대전 당시 『포어베르츠』는 원래 사민당 당중앙의 성내평화정치 노선을 반대하고 평화주의를 주장했다. 그러나 1916년 루돌프 힐퍼딩이 오스트리아 육군에 징집되어 끌려가고 주필이 된 프리드리히 슈탐퍼는 당의 중앙 기관지인 『포어베르츠』가 당의 중앙 노선(비판자들에게 “사회배외주의”로 불린)을 따르도록 교정시켰고, 이후 10월 혁명과 독일 11월 혁명 국면에서도 『포어베르츠』는 사민당 당권파를 따라 볼셰비키와 스파르타쿠스동맹의 혁명을 반대하고 의회주의를 지지했다.
1923년, 『포어베르츠』는 아돌프 히틀러가 ”미국 유대인들과 헨리 포드”의 뒷돈을 받았다고 주장했다가 명훼 소송을 걸려 히틀러에게 600만 마르크를 물어주었다.
나치당이 집권하여 사회민주당의 활동이 금지되자 『포어베르츠』는 체코슬로바키아로 도망가서 발행을 계속했고, 1938년 체코슬로바키아가 패망하자 프랑스 파리로 옮겨가서 1940년까지 발행했다.
1948년 『노이에 포어베르츠』라는 제호로 재창간했고, 1955년 제호를 『포어베르츠』로 환원했다. 현재는 격월간지로 바꾸어 모든 사민당 당원들이 의무적으로 수신받는 식으로 운영되고 있다.